# Franklin D. Roosevelt (Paris metro)
Franklin D. Roosevelt är en station i Paris metro på linje 1 och linje 9 från år 1900. Stationen på linje 9 öppnades år 1923. Stationen ligger under den kända gatan Champs-Élysées och är en av de mest trafikerade i Paris. Stationen på linje 1 renoverades år 2008.

## Bilder

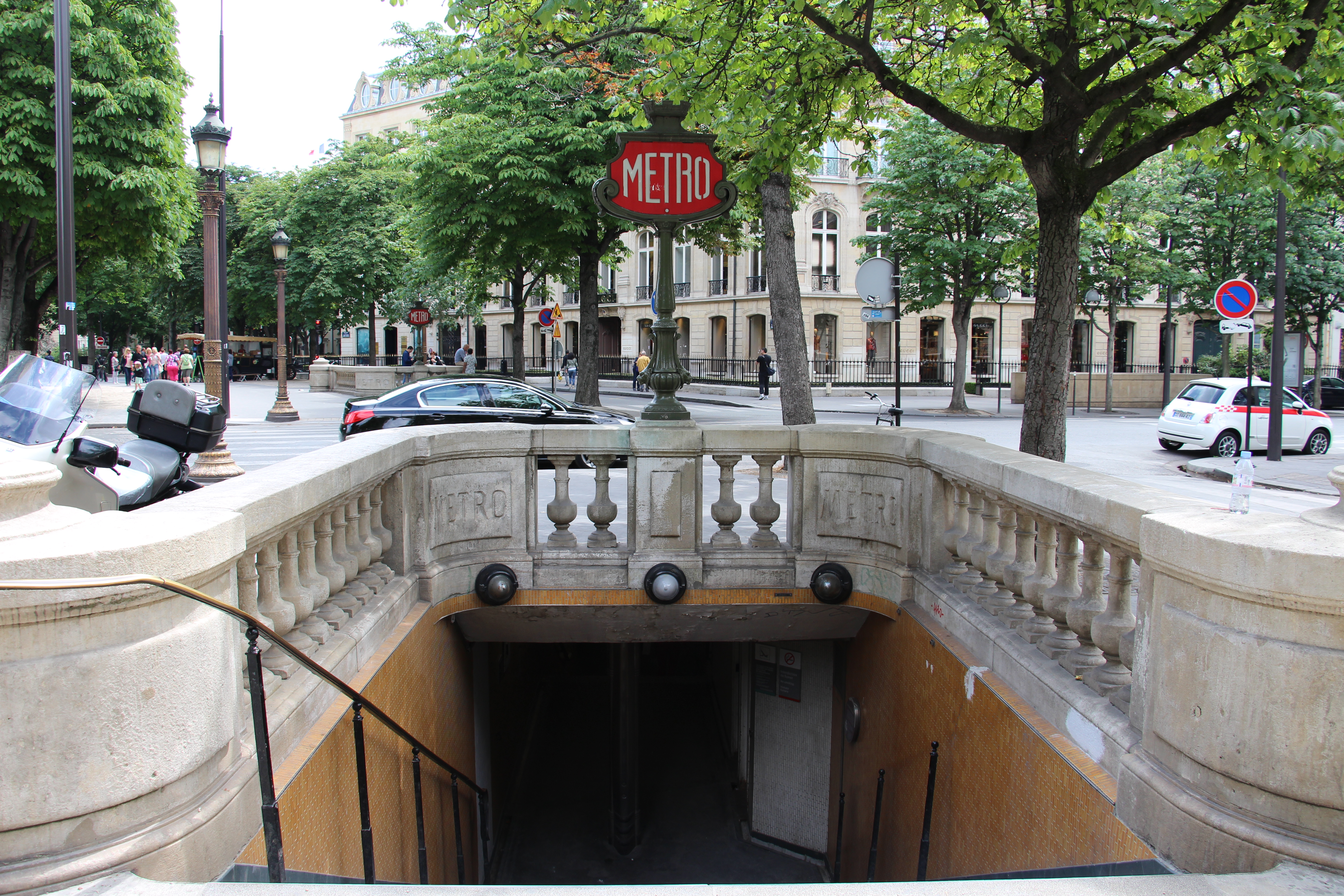
Rond-point des Champs-Élysées – Marcel Dassault
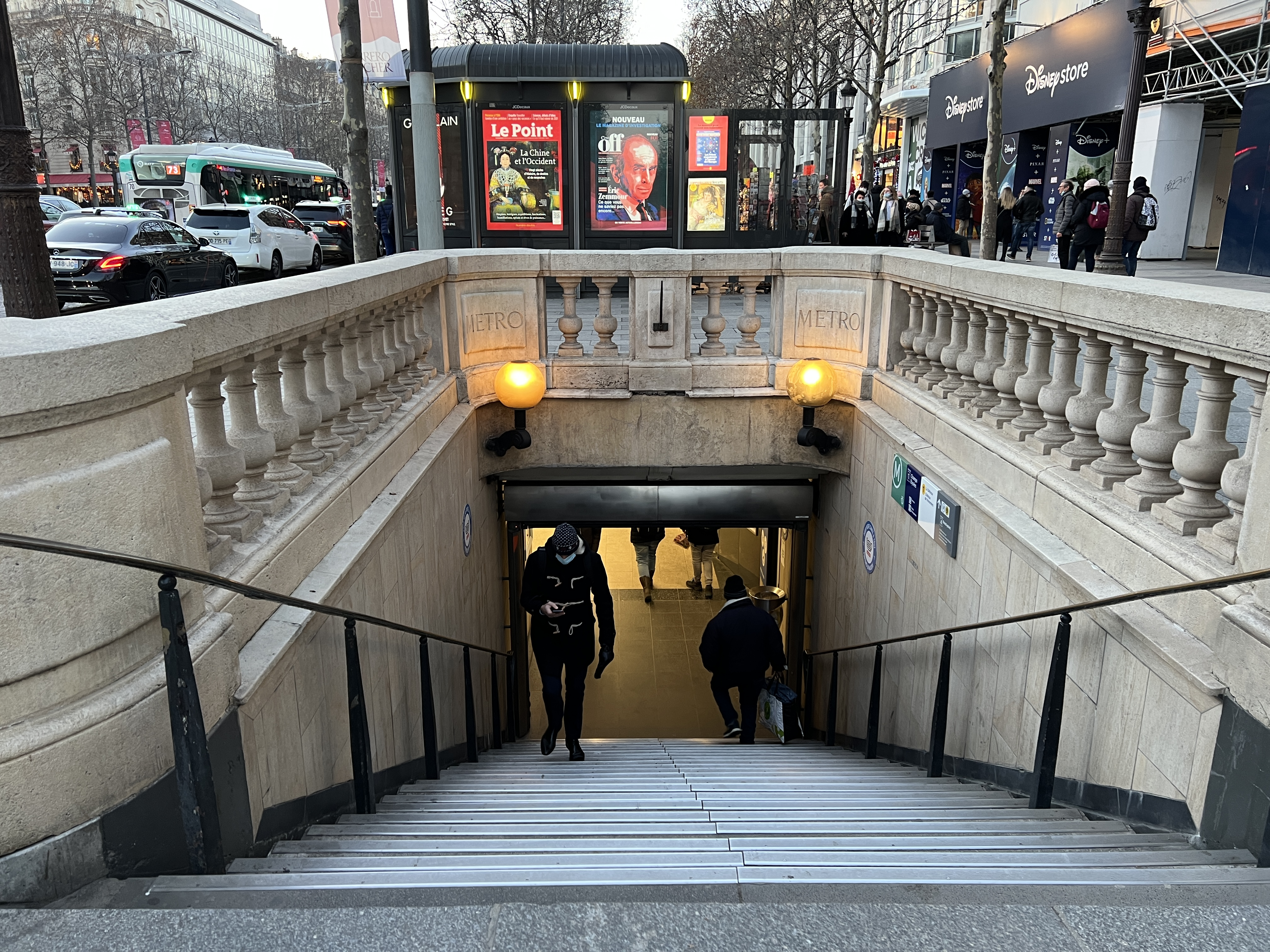
Nedgång på Champs-Élysées.
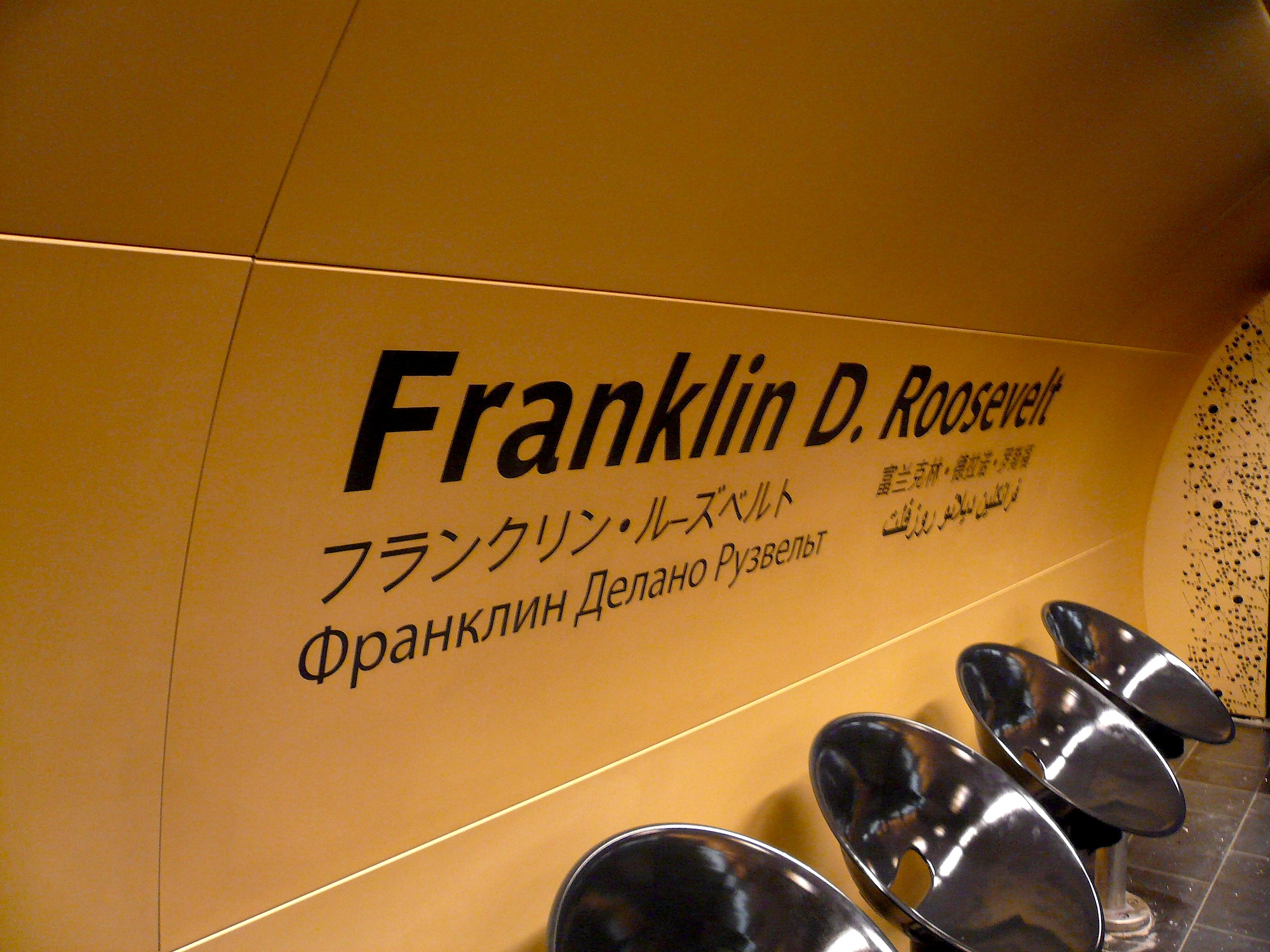
Stationsskylt linje 1
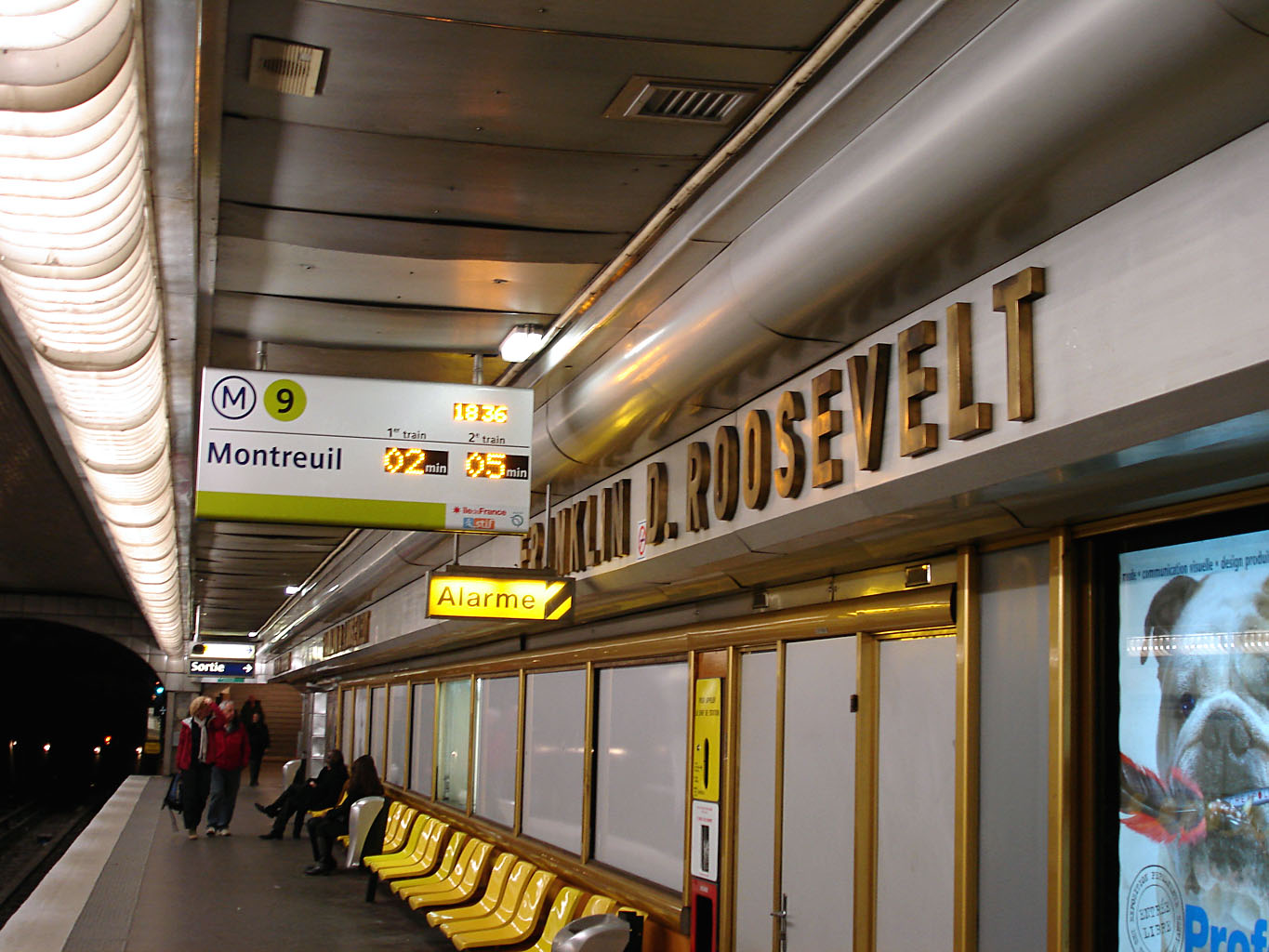
Linje 9